# Fettjetjärnen, Medelpad
Fettjetjärnen är en sjö i Ånge kommun i Medelpad och ingår i Ljungans huvudavrinningsområde. Sjön har en area på 0,116 kvadratkilometer och ligger 359,5 meter över havet.

## Delavrinningsområde
Fettjetjärnen ingår i det delavrinningsområde (694974-150752) som SMHI kallar för Utloppet av Fettjetjärnen. Medelhöjden är 446 meter över havet och ytan är 12,04 kvadratkilometer. Det finns inga avrinningsområden uppströms utan avrinningsområdet är högsta punkten. Vattendraget som avvattnar avrinningsområdet har biflödesordning 3, vilket innebär att vattnet flödar genom totalt 3 vattendrag innan det når havet efter 108 kilometer. Avrinningsområdet består mestadels av skog (84 procent) och sankmarker (12 procent). Avrinningsområdet har 0,12 kvadratkilometer vattenytor vilket ger det en sjöprocent på 1 procent.